# جامعة لوبيك
جامعة لوبيك (بالإنجليزية: University of Lübeck) هي جامعة تقع في مدينة لوبيك في شمال ألمانيا. تأسست الجامعة في عام 1964، وهي واحدة من الجامعات الحديثة في البلاد. تشتهر جامعة لوبيك بشكل خاص في مجالات الطب والعلوم الصحية، بالإضافة إلى تخصصات أخرى في الهندسة والعلوم الطبيعية